# Ejler Allert
Ejler Arild Emil Allert (27. november 1881 i Tingsted, Guldborgsund − 25. marts 1953 i Rødovre) var en dansk roer, der deltog i Sommer-OL 1912, hvor han sammen med de øvrige medlemmer af den danske besætning fra Nykøbing Falster Roklub vandt guld i firer med styrmand, indrigger.